# Пена, Жозе Мария
Жозе́ Мари́я Пе́на (порт. José Maria Pena; 27 декабря 1948, Сан-Бернарду-ду-Кампу — 1 мая 2019, Белу-Оризонти), также известный как Зе Мария (порт. Zé Maria) — бразильский футболист, фланговый защитник. Также работал тренером.

## Биография
Жозе Мария Пена, более известный как Зе Мария, является воспитанником «Атлетико Минейро». В 1968 году начал играть за основную команду «галос», но продолжал играть за молодёжный состав вплоть до 1969 года. В 1971 году правый защитник Зе Мария был одним из ключевых игроков в составе «Атлетико», выигравшего первый розыгрыш чемпионата Бразилии в Серии A (в конце 2010 года КБФ приравняла приравняла старый Кубок Бразилии («Чаша Бразилии», или «Трофей Бразилии») и Кубок Робертана к титулам чемпиона страны). В 1970 году Зе Мария помог своей команде выиграть чемпионат штата Минас-Жерайс. Кроме того, дважды Пена становился победителем Кубка Белу-Оризонти, позже преобразованного в Кубок Минас-Жерайс. Всего с 1968 по 1973 год Жозе Мария Пена провёл за «Атлетико Минейро» 146 матчей и забил один гол.
Покинув «Атлетико Минейро» в 1974 году, Зе Мария выступал за «Коритибу», «Наутико», «Гремио Бразил», «Ботафого» (Рибейран-Прету), «Фигейренсе». Лишь в «Наутико» он провёл два сезона, в остальных командах не задерживался дольше года. Завершил карьеру футболиста в 1979 году в Венесуэле в команде «Депортиво Италия».
В 1985 году впервые возглавил профессиональную команду в качестве главного тренера. Его первой командой стал «Трези». За 28 лет работал, как правило, с клубами низших дивизионов, пять раз возглавляя, в частности, команду «Демократа» из Говернадор-Валадариса. В апреле 2013 года получил звание почётного жителя этого города.
В 1999 году был помощником в тренерском штабе сборной Бразилии. В 2001 году в семи матчах исполнял обязанности главного тренера «Атлетико Минейро». Работал тренером молодёжных составов в «Атлетико Минейро», «Крузейро» и «Америке Минейро».
Жозе Мария Пена умер 1 мая 2019 года в возрасте 70 лет.

## Достижения
- Чемпион штата Минас-Жерайс (1): 1970
- Обладатель Кубка Белу-Оризонти (2): 1971, 1972
- Чемпионат штата Парана (1): 1974
- Чемпион Бразилии (1): 1970